# 호바트 아레나
호바트 아레나(Hobart Arena)는 미국 오하이오주 트로이에 위치한 실내 경기장이다. 과거 IHL 트로이 브루인스의 홈경기장으로 사용했다.